# 顺天 (林爽文)
顺天（1787年－1788年正月四日）为清朝时期台湾起事者林爽文的年号，前后共2年。

## 公元纪年对照表
| 顺天 | 元年   | 二年   |
| ---- | ------ | ------ |
| 公元 | 1787年 | 1788年 |
| 干支 | 丁未   | 戊申   |

## 同期存在的其他政权年号
- 中國大陸
  - 乾隆（1736年－1795年）：清朝—清高宗弘曆之年号
- 越南
  - 景興（1740年－1787年）：后黎朝—黎显宗黎维祧之年号
  - 昭統（1787年－1789年）：后黎朝—黎愍帝黎维祁之年号
  - 泰德（1778年－1793年）：西山朝—归仁阮文岳之年号
  - 光中（1788年－1792年）：西山朝—富春阮惠之年号
- 日本
  - 天明（1781年－1789年）：光格天皇之年號

## 參看
- 中國年號索引
- 其他时期使用的顺天年号